# Taunton St Mary Magdalene Without
Taunton St Mary Magdalene Without var en civil parish från 1885 till 1932 då den blev en del av Stoke St. Mary och Taunton, i grevskapet Somerset, i England. Civil parish hade 213 invånare år 1931.